# Contre-la-montre par équipes masculin aux championnats du monde de cyclisme sur route 2018

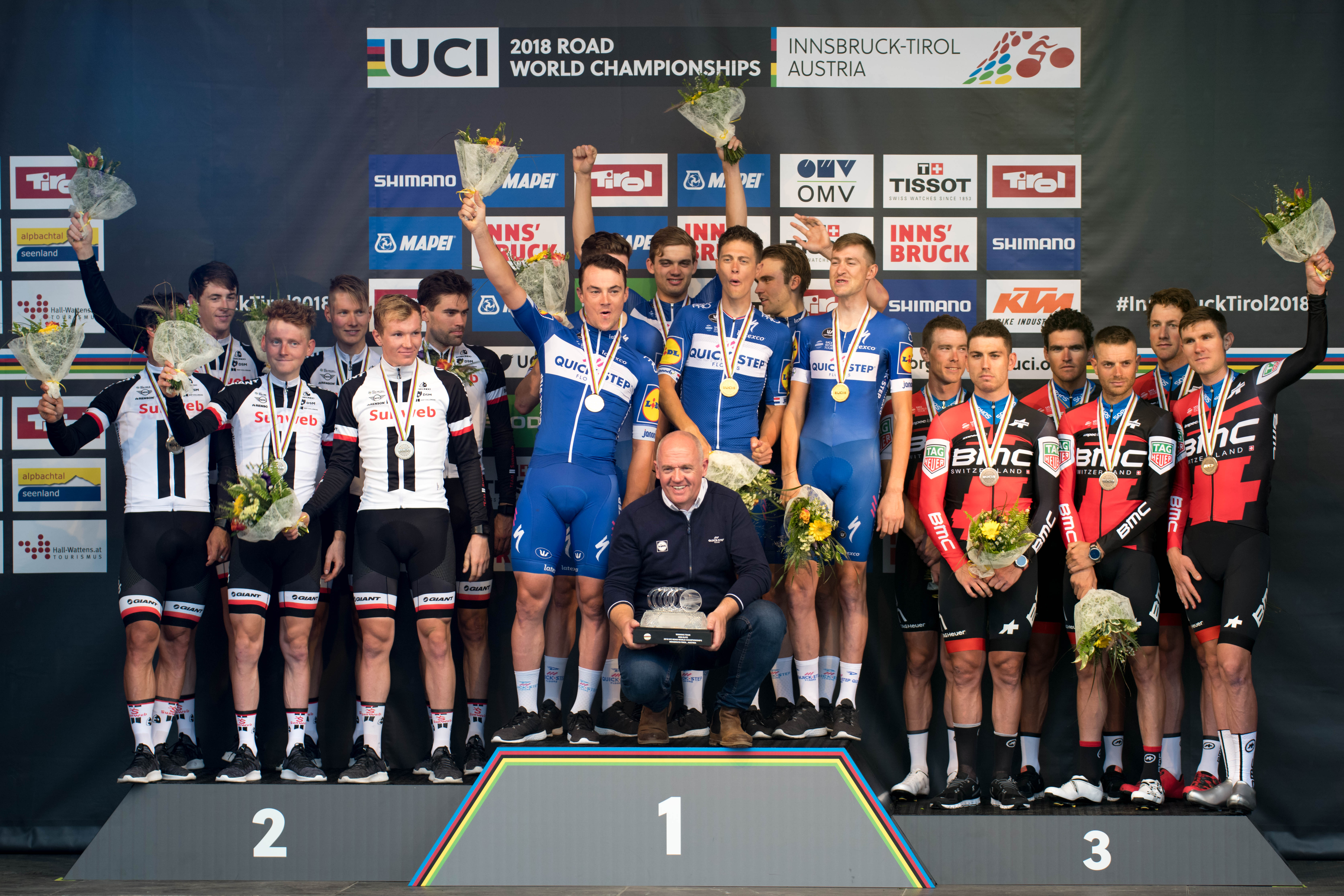
Le podium

Le contre-la-montre par équipes de marques masculin des championnats du monde de cyclisme sur route 2018 a lieu le 23 septembre 2018 à Innsbruck, en Autriche. Le parcours est tracé sur 62,8 kilomètres.
Il s'agit du septième et dernier championnat du monde du contre-la-montre par équipes de marques, une compétition décriée par les équipes et qui n'a pas réussi à convaincre,

## Parcours
Le parcours est tracé sur 62,8 kilomètres. C'est le plus long depuis la création du championnat du monde du contre-la-montre par équipes de marques masculin en 2012. Le départ est donné au centre du parc d'aventure en plein air Area 47 dans la ville de Ötztal-Bahnhof, puis les cyclistes passent dans l'Upper Inn Valley dans la région du Tyrol à travers Telfs et Völs jusqu'à Innsbruck.
La dernière partie mène les coureurs dans le district d'Innsbruck dans la ville de Zirl pour gravir une ascension de 4 kilomètres avec une pente maximale de 13 % de la municipalité de Kematen in Tirol à Axams. La descente emmène les cyclistes jusqu'à au village de Götzens puis ils retournent sur Völs.
Enfin, les coureurs rejoignent la ligne d'arrivée qui est située en face du palais de Hofburg,.

## Qualification des équipes
Le système de qualification est fixé par le comité directeur de l'Union cycliste internationale.
« Tous les UCI WorldTeams sont invités à participer. [...] Une invitation est adressée aux équipes continentales professionnelles UCI suivantes :
- La première équipe continentale professionnelle UCI panaméricaine au classement UCI America Tour au 12 août 2018.
- Les cinq premières équipes continentales professionnelles UCI européennes au classement UCI Europe Tour au 12 août 2018.

Sur la base des classements par équipes au 12 août 2018, les équipes suivantes non encore invitées seront qualifiées : 
- La première équipe UCI africaine du classement UCI Africa Tour
- Les trois premières équipes UCI panaméricaines du classement UCI America Tour
- Les trois premières équipes UCI asiatiques du classement UCI Asia Tour
- Les dix premières équipes UCI européennes du classement UCI Europe Tour
- La première équipe UCI océanienne du classement UCI Oceania Tour

Les équipes UCI de la nation organisatrice non encore qualifiées pourront prendre part à l’épreuve. La Commission Route UCI se réserve le droit d’accepter jusqu’à cinq requêtes de participation pour des 
équipes UCI non qualifiées. »
Outre les UCI World Teams, les équipes continentales professionnelles et équipes continentales suivantes sont qualifiées :
- équipes continentales professionnelles : Rally, Wanty-Groupe Gobert, Cofidis, WB-Aqua Protect-Veranclassic, Direct énergie, Androni Giocattoli, UnitedHealthcare, CCC Sprandi Polkowice, Roompot-Nederlandse Loterij, Israel Cycling Academy, Verandas Willems-Crelan, Sport Vlaanderen-Baloise, Euskadi-Basque Country- Murias, Nippo-Vini Fantini, Aqua Blue Sport, Fortuneo-Samsic.
- équipes continentales : Sovac-Natura4Ever, Medellin, Evelate-KHS, Kinan, Ukyo, HKSI, Elkov-Author, Bennelong-Swisswellness[7].

## Équipes
| WorldTeams (12)- Movistar Team - Sky - Bora-Hansgrohe - BMC Racing Team - Quick-Step Floors - AG2R La Mondiale - Astana - Mitchelton-Scott - Katusha-Alpecin - Team Sunweb - Trek-Segafredo - Lotto NL-Jumbo Équipe continentale professionnelle- CCC Sprandi Polkowice Équipes continentales (9)- Tirol Cycling Team - Dukla Banská Bystrica - Elkov-Author - Hrinkow Advarics Cycleang - Sangemini-MG.Kvis - Felbermayr Simplon Wels - Lotto-Kern-Haus - Vorarlberg-Santic - WSA-Pushbikers |
| |

## Classement
| Rang | Équipe                    | Coureurs | Temps              |
| ---- | ------------------------- | --- | ------------------ |
| 1    | Quick-Step Floors         | Kasper Asgreen (DEN) Laurens De Plus (BEL) Bob Jungels (LUX) Yves Lampaert (BEL) Maximilian Schachmann (GER) Niki Terpstra (NED)       | 1 h 07 min 25 s 94 |
| 2    | Sunweb                    | Tom Dumoulin (NED) Chad Haga (USA) Wilco Kelderman (NED) Søren Kragh Andersen (DEN) Michael Matthews (AUS) Sam Oomen (NED)             | + 18 s 46          |
| 3    | BMC Racing                | Patrick Bevin (NZL) Damiano Caruso (ITA) Rohan Dennis (AUS) Stefan Küng (SUI) Greg Van Avermaet (BEL) Tejay van Garderen (USA)         | + 19 s 55          |
| 4    | Sky                       | Jonathan Castroviejo (ESP) Owain Doull (GBR) Vasil Kiryienka (BLR) Michał Kwiatkowski (POL) Gianni Moscon (ITA) Ian Stannard (GBR)     | + 44 s 96          |
| 5    | Mitchelton-Scott          | Jack Bauer (NZL) Luke Durbridge (AUS) Michael Hepburn (AUS) Daryl Impey (RSA) Cameron Meyer (AUS) Matteo Trentin (ITA)                 | + 56 s 68          |
| 6    | Movistar                  | Andrey Amador (CRC) Winner Anacona (COL) Imanol Erviti (ESP) Nélson Oliveira (POR) Marc Soler (ESP) Jasha Sütterlin (GER)              | + 1 min 31 s 70    |
| 7    | Trek-Segafredo            | Julien Bernard (FRA) Matthias Brändle (AUT) Fabio Felline (ITA) Michael Gogl (AUT) Ryan Mullen (IRL) Toms Skujiņš (LAT)                | + 2 min 03 s 97    |
| 8    | Bora-Hansgrohe            | Maciej Bodnar (POL) Felix Großschartner (AUT) Patrick Konrad (AUT) Gregor Mühlberger (AUT) Daniel Oss (ITA) Lukas Pöstlberger (AUT)    | + 2 min 07 s 24    |
| 9    | CCC Sprandi Polkowice     | Kamil Gradek (POL) Adrian Kurek (POL) Łukasz Owsian (POL) Szymon Sajnok (POL) Mateusz Taciak (POL) Jan Tratnik (SVN)                   | + 2 min 37 s 44    |
| 10   | Astana                    | Magnus Cort (DEN) Hugo Houle (CAN) Andriy Hrivko (UKR) Tanel Kangert (EST) Alexey Lutsenko (KAZ) Michael Valgren (DEN)                 | + 2 min 53 s 79    |
| 11   | Katusha-Alpecin           | Alex Dowsett (GBR) Nathan Haas (AUS) Reto Hollenstein (SUI) Tony Martin (GER) Nils Politt (GER) Mads Würtz Schmidt (DEN)               | + 2 min 55 s 34    |
| 12   | Elkov-Author              | Jan Bárta (CZE) Josef Černý (CZE) Vojtěch Hačecký (CZE) Alois Kaňkovský (CZE) Michael Kukrle (CZE) Jakub Otruba (CZE)                  | + 3 min 17 s 44    |
| 13   | Lotto NL-Jumbo            | Koen Bouwman (NED) Tom Leezer (NED) Neilson Powless (USA) Timo Roosen (NED) Jos van Emden (NED) Danny van Poppel (NED)                 | + 3 min 28 s 05    |
| 14   | Vorarlberg-Santic         | Gian Friesecke (SUI) Daniel Geismayr (AUT) Davide Orrico (ITA) Lukas Rüegg (SUI) Patrick Schelling (SUI) Jannik Steimle (GER)          | + 4 min 46 s 99    |
| 15   | AG2R La Mondiale          | Gediminas Bagdonas (LTU) François Bidard (FRA) Nico Denz (GER) Silvan Dillier (SUI) Alexandre Geniez (FRA) Alexis Gougeard (FRA)       | + 5 min 18 s 50    |
| 16   | Felbermayr Simplon Wels   | Filippo Fortin (ITA) Matthias Krizek (AUT) Daniel Lehner (AUT) Matthias Mangertseder (GER) Stephan Rabitsch (AUT) Riccardo Zoidl (AUT) | + 5 min 39 s 47    |
| 17   | Tirol Cycling Team        | Tobias Bayer (AUT) Florian Gamper (AUT) Mario Gamper (AUT) Manuel Porzner (GER) Johannes Schinnagel (GER) Georg Zimmermann (GER)       | + 6 min 24 s 97    |
| 18   | Hrinkow Advarics Cycleang | Patrick Bosman (AUT) Markus Freiberger (AUT) Andreas Graf (AUT) Andreas Hofer (AUT) Dominik Hrinkow (AUT) Jonas Rapp (GER)             | + 7 min 02 s 77    |
| 19   | Sangemini-MG.Kvis-Vega    | Nicola Gaffurini (ITA) Michele Gazzara (ITA) Dario Puccioni (ITA) Niccolò Salvietti (ITA) Michele Scartezzini (ITA) Paolo Totò (ITA)   | + 7 min 05 s 29    |
| 20   | Lotto-Kern-Haus           | Luca Henn (GER) Jan Hugger (GER) Joshua Huppertz (GER) Robert Kessler (GER) Jonas Rutsch (GER) Daniel Westmattelmann (GER)             | + 7 min 33 s 42    |
| 21   | Dukla Banská Bystrica     | Juraj Bellan (SVK) Marek Čanecký (SVK) Ján Andrej Cully (SVK) Martin Mahďar (SVK) Samuel Oros (SVK) Patrik Tybor (SVK)                 | + 8 min 10 s 00    |
| 22   | WSA-Pushbikers            | Daniel Auer (AUT) Christian Grasmann (GER) Joshua Harrison (AUS) Felix Ritzinger (AUT) Jodok Salzmann (AUT) Helmut Trettwer (GER)      | + 8 min 39 s 49    |